# Microtus daghestanicus
Microtus daghestanicus is een zoogdier uit de familie van de Cricetidae. De wetenschappelijke naam van de soort werd voor het eerst geldig gepubliceerd door Shidlovsky in 1919.

## Voorkomen
De soort komt voor in Armenië, Azerbeidzjan, Georgië, Rusland en Turkije.